# Osmanov mač
Osmanov mač (osmanski turski: Taklid-i Seyf‎; turski: Osman'ın Kılıcı) je bio važan državni mač korišten tijekom obreda krunidbe (turski: Kılıç alayı) sultana Osmanskog carstva. Mač je dobio ime po Osmanu I., osnivaču Osmanske dinastije.
Opasavanje novog sultana Osmanovim mačem, ekvivalent krunidbi u europskim zemljama, bio je važan obred koji se prema odredbi carskog astronoma trebao dogoditi između tri i sedam dana nakon stupanja na prijestolje (sultanov Džulus). Međutim, poznate su iznimke: Abdulhamid I. je opasan osmog dana nakon Džulusa, a Abdulhamid II. jedanaestog. Običaj je započeo mentor i punac Osmana I. Šeik Edebali. Prema legendi, Šeik Edebali je opasao Osmana “mačem islama” blagoslovivši ga tim činom u njegovoj borbi protiv nevjernika. Edebali je bio šeik tarikata mevlevija, sufitskog reda kojeg je osnovao sultan Valad, sin Jalaladdina Rumija. Također, postoji legenda prema kojoj je sultan Valad opasao Osmana mačem svoga oca. Ipak, prvi obred u obliku koji je postojao do kraja carstva se prema tradiciji dogodio 1421. godine u Bursi kada je Šeik Emir Bukhari opasao Murata II.
Obred se odvijao u kompleksu grobnica u dijelu Carigrada nazvanom Eyüp, a koji se nalazi uz Zlatni rog. Međutim, poznata su četiri slučaja kada je obred održan u Edirneu (prvi obred za Mehmeda II., obredi za Ahmeda II., Mustafu II. i Ahmeda III.) te jedan slučaj održavanja obreda u Bursi (obred za Murata II.). Procesija na dan opasavanja mačem je bilo prvo javno pojavljivanje novoustoličenog sultana nakon obreda prisege carskih i vjerskih službenika. Svi koji su trebali biti prisutni bi došli ujutro na dan procesije noseći službene odore. Članovi vojnih postrojbi sultanovog kućanstva bi se postrojili u dvorištu. Nakon što bi sultan obavio jutarnju molitvu, a ako je išao u Eyüp kopnom, izašao bi kroz Vrata Sreće i prije odlaska u Eyüp posjetio bi grobnicu Mehmeda II. Ako je išao morem, izašao bi kroz carski harem, odjahao do kuće Sinan Paše na obali i od tamo bi otišao u Eyüp u pratnji tri carska broda. Po dolasku u Eyüp, sultan bi se prvo odmorio, večerao, a potom bi otišao do grobnica u pranji velikodostojnika. Kompleks grobnica sagradio je Mehmed II. u čast pratioca proroka Muhameda, Abu Ayyub al-Ansarija koji je poginuo tijekom prve muslimanske opsade Carigrada u sedmom stoljeću. Obred se dakle, odvijao na mjestu koje je smatrano svetim i koje je novookrunjenog sultana povezivalo s njegovim predcima iz trinaestog stoljeća, ali i sa samim Muhamedom. Znakovita je činjenica da je znak ustoličenja sultana bio mač: ukazivala je na to da je sultanova dužnost bila prvenstveno ratnička. Nakon molitve slijedila je ceremonija opasavanja mačem, a potom žrtvovanje životinja i hranjenje siromašnih. Po završetku ceremonije sultan bi se vratio u palaču drugim putem (kopnenim ili morskim) u odnosu na put kojim je došao u Eyüp. Ako je u Eyüp išao morskim putem grobnicu Mehmeda II. bi posjetio na povratku u palaču. Također, kopneni put u Eyüp (odlazak na ceremoniju ili povratak) je uključivao i posjet janjičarskim postrojbama (tur. Eski Odalar). Na tom mjestu vojni odred bi ponudio šerbet, a sultan bi tradicionalno potvrdio svoju namjeru za sljedeći vojni pohod riječima “Srest ćemo se kraj Crvene Jabuke” (tur. Kizil Elma, simbol dalekih kršćanskih gradova poput Rima i Beča).
Osmanov mač je za pojas sultana stavljao šarif (arapski: شريف‎ šarīf, plemenit) iz Konye, derviš mevlevija kojeg se pozivalo u Carigrad posebno za ovu prigodu. Ustaljeno je mišljenje da je ova čast bila rezervirana isključivo za vođu ovog sufitskog reda, još od vremena Osmana I. kada je uspostavio svoju prijestolnicu u Konyi 1299. godine, prije nego što je glavni grad premješten u Bursu i kasnije u Carigrad. Međutim, analiza zapisa o obredu pokazuje da to uglavnom nije bio slučaj. U većini slučajeva obred je vodio Šeik ul-Islam i/ili Naqib al-Ashraf. Ponekad bi im se pridružili Silahdar Aga (glavni sultanov štitonoša), Aga Janjičar (poglavar janjičara) ili jedan od vođa tarikata. U samo sedam od trideset opisanih obreda je poglavar mevlevija bio uključen.
Sve do kasnog devetnaestog stoljeća ulazak nemuslimanima u džamiju u Eyüpu i nazočnost obredu bili su zabranjeni. Prvi koji je od ove tradicije odustao bio je Mehmed V., čiji je obred stavljanja Osmanovog mača bio otvoren za ljude različitih vjera. Održana je 10. svibnja 1909. te su joj nazočili predstavnici svih vjerskih zajednica u carstvu, Šeik ul-Islam, Ekumenski Patrijarh Konstantinopola, glavni rabin i predstavnik Armenske Apostolske Crkve. Činjenica da su nemuslimani mogli nazočiti obredu omogućila je novinarima New York Timesa da napišu detaljno izviješće. Između ostalog u izvješću stoji: “Nakon što je izašao iz džamije, Mehmed V. je isukao sablju svoga pretka, Osmana I., osnivača Osmanskog carstva iz korica i stojeći na trgu podigao oružje visoko u zrak te ovim drevnim običajem preuzeo kontrolu nad Turskim carstvom.” Mehmed VI., brat i nasljednik Mehmeda V. otišao je korak dalje i dozvolio filmsko snimanje obreda održanog 3. srpnja 1918. godine. Budući da je bio zadnji osmanski sultan ovo je jedini snimljeni obred.